# Fulfillment centrum
Fulfillment centrum (distribuční centrum) je skladový prostor pro výrobky prodávané přes internetový obchod nebo tržiště jako Amazon či, Ebay Termín se začal používat v devadesátých letech 20. století. Většinou se používá pro označení firem, které se specializují na skladování a vybavování prodaného zboží pro jiné firmy. Provozovatel fulfillment centra tedy zboží balí a posílá koncovému zákazníkovi. Část služeb je obdobná jako u běžných dodavatelů tzv. Logistiky třetí strany.

## Interní vs. externí fulfillment
Některé podniky, jako například Amazon, mají vlastní neboli interní fulfillment centrum, zatímco malé e-commerce firmy často outsourcují fulfillment služby externímu dodavateli. Velké podniky s vlastním fulfillment centrem také mohou zajišťovat skladování a vysílání objednávek pro další prodejce. Příkladem je též Amazon, který nabízí fulfillment služby jiným společnostem. Stejný systém rozesílání jako Amazon nabízí v ČR taktéž Alza, která v rámci svého programu Alza Partner nabízí rozesílání zboží za zákazníka. 
Používání externích fulfillment center zpopularizoval již zmíněný Amazon, kdy v dnešní době existuje již celá řada externích poskytovatelů fulfillment služeb, tzv. fulfillment center. V porovnání s provozem vlastního skladu odpadá řada nákladů, které s provozem vlastního skladu souvisí. Jedná se především o nájem, pracovní sílu a vybavení skladu (software, hardware). Na druhou stranu si fulfillment centrum účtuje poplatek za zpracování každé zásilky. Záleží tedy na konkrétním případu, zdali se vyplatí provoz vlastního skladu oproti outsourcingu logistiky skrze fulfillment centrum. 

## Typy fulfillment center
V minulosti bylo fulfillment centrum obvykle spojeno s plněním větších obchodních objednávek pro maloobchodníka nebo distributora. V současné době s růstem e-commerce vznikly distribuční centra, která se zaměřuji jenom na plnění menších objednávek pro koncového zákazníka. Také existuje menší část fulfillment center, která se věnuje specifickému odvětví, jako například kosmetika nebo omezuje klienty v počtu SKU, neboli Stock Keeping Units.
Za zmínku stojí také speciální obchodní model e-commerce, který se nazývá dropshipping. Podstatou dropshippingu je případ, ve kterém přímý výrobce skladuje a výbavuje objednávky koncovému zákazníkovi, přičemž zákazník výrobek nakupuje přes eshop třetí strany. V takovém případě výrobce také může využívat služeb dalšího fulfillment centra, který výrobek skladuje a posílá koncovému zákazníkovi od jména e-shopu, na které výrobek koupili.

## Fulfillment centrum vs. logistický sklad
Pojmy “sklad” a “fulfillment centrum” jsou velice často zaměňovány. Oba pojmy značí budovu, ve které probíhá určitý tok zboží a skladových zásob. V čem se ale tyto pojmy liší? Jaké interní procesy, kromě skladování, probíhají ve fulfillment centru?
Logistický sklad – Jak už z názvu vyplývá, sklad je místo, ve kterém jsou produkty určeny k hromadnému skladování na delší dobu. Naleznete zde například flotilu vysokozdvižných vozíků, námořní kontejnery nebo vysoké paletové regály, které jsou zaplněny až po strop. Šetří se zde doslova každý m³. Zpravidla se jedná o místo, kde je převážně uloženo přebytečné nebo aktuálně nepotřebné zboží.
Fulfillment centrum – Naproti tomu fulfillment centrum je zařízení, ve kterém 3PL společnosti (známé také jako poskytovatelé fulfillmentu) manipulují se zbožím svých klientů – e-shopů. Hlavním cílem fulfillment centra je co nejrychleji a co nejefektivněji doručit objednávky koncovým zákazníkům (B2C) nebo partnerům (B2B) klienta. Prováděné operace jsou daleko komplexnější (viz níže), poskytovatelé nabízí, mimo skladové operace, i řadu dalších intralogistických služeb.

## Procesy, které fulfillment centrum pokrývá
Fulfillment centrum zajišťuje následující procesy:
- Příjem zboží –  Během příjmu je možné provádět řadu specifických úkonů, a to kontrolu kvality či množství, prioritizaci v momentě příjmu více příjemek a jiné.
- Skladování – Centra poskytují skladovací prostor pro své zákazníky a zajišťují se skladováním spojenou logistiku, jako je doplňování zásob, přeskladňování zboží, ABC analýza aj.
- Vychystávání objednávek – Tento proces začíná v momentě přijetí objednávky a končí předáním vychystaného zboží na balicí stanoviště. Řídí jej skladový systém (WMS), který např. nastavuje vychystávání podle optimální (nejkratší) vychystávací trasy.
- Balení produktu – Příprava zboží k odeslání, což znamená finální balení pro odeslání, včetně štítkování, přibalení marketingových materiálů, ozdobení krabice, vkládání výplňového materiálu, drobných dárků a dalších personalizovaných prvků etc.
- Odeslání – Fulfillment centra spolupracují s různými přepravními společnostmi. Ty si zboží z centra vyzvedávají a doručují. Příkladem může být PPL, Česká pošta, Zásilkovna, GLS, UPS, DHL a spoustu dalších.
- Zpětná logistika (reverzní logistika) – Při reklamaci nebo vracení zboží zákazníkem fulfillment centrum zajišťuje zpětnou logistiku a případnou náhradu produktu.
- Ostatní – Zde záleží na konkrétních možnostech fulfillment partnera, řadí se zde například (cyklické) inventury zboží, hlídání obalového konta, celní skladování, kompletace finálních produktů a jiné[6].